# No Mercy (film)
No Mercy is een Amerikaanse actiefilm uit 1986 van Richard Pearce.

## Verhaal
De onconventionele politieman Eddie Jillette (Richard Gere) en zijn collega Joe (Gary Basaraba) doen zich in Chicago voor als huurmoordenaars om een moordaanslag te vermijden. Bij de confrontatie wordt Joe gedood terwijl de moordenaar Losada (Jeroen Krabbé) ontkomt. Eddie is uit op wraak en zet de achtervolging op Losada in. Nabij New Orleans kan hij Michel Duval (Kim Basinger) ontvoeren, de vriendin van Losada die in Chicago getuige was van de moord op Joe. Er ontstaat een romance tussen Duval en Jillette, en een conflict met de sadistische Losada dat zich ontrolt in de moerassen van de bayou van Louisiana.

## Rolverdeling
| Acteur                    | Personage          |
| ------------------------- | ------------------ |
| Richard Gere              | Eddie Jillette     |
| Kim Basinger:Michel Duval |                    |
| Jeroen Krabbé             | Losado             |
| George Dzundza            | Captain Stemkowski |
| Gary Basaraba             | Joe Collins        |
| William Atherton          | Allan Deveneux     |
| Terry Kinney              | Paul Deveneux      |
| Bruce McGill              | Lieutenant Hall    |